# Iuliu Hațieganu Orvosi és Gyógyszerészeti Egyetem
A Iuliu Hațieganu Orvosi és Gyógyszerészeti Egyetem Kolozsvár felsőoktatási és kutatási intézménye, Erdély legrégebbi román nyelvű orvostudományi egyeteme.

## Története
Az 1919-es uniót követően Kolozsváron megalapították az első román felsőoktatási intézményt, az Universitatea „Dacia Superioară” egyetemet. Ennek része volt az orvostudományi egyetem, melynek első dékánja Iuliu Hațieganu volt. Ő volt az első oktató, aki román nyelvű előadásokat tartott és ezáltal létrehozta az erdélyi román nyelvű orvostudományi oktatást. Az ő kezdeményezéséből több tantárgyat vezettek be, köztük az orvosi szemiológiát, radiológiát, fogászatot, illetve az orvostudomány történelmét tárgyaló tantárgyat. Ezek a kor romániai oktatásában újdonságként hatottak.
Az egyetem és tudományok fejlődésének következtében 1948-ban önálló orvosi és gyógyszerészeti intézménnyé vált, melyet öt különböző karra osztottak
- Orvostudományi kar
- Gyermekgyógyászati kar
- Fogorvosi kar
- Gyógyszerészeti kar
- Higiéniai kar

1990-ben az egyetem az Universitatea de Medicină și Farmacie (Orvosi és Gyógyszerészti Egyetem) nevet vette fel, amit 1992-ben Universitatea de Medicină și Farmacie „Iuliu Hațieganu” (Iuliu Hațieganu Orvosi és Gyógyszerészeti Egyetem) névre cseréltek, ezzel tisztelegve az egyetem első oktatójának emléke előtt.

## Egyetemi karok

### Orvostudományi kar
Az 1989-es rendszerváltást követően az egyetem is számottevő változásokon ment keresztül. Az oktatók nemzetközi előadásokon vettek részt és több nyugat-európai országban vagy az Amerikai Egyesült Államokban továbbképzésben részesültek.
Az egyre növekvő külföldi hallgatók számának köszönhetően az egyetem nemzetközi szinten is egyre elismertebbé válik, ugyanakkor a posztgraduális hallgatók száma is folyamatosan növekszik. Ennek köszönhetően az egyetem sok pénzt fordít a modernizálásra, új épületek építésére és a laboratóriumok felszerelésére.
Az orvostudományi kar négy alapképzési programot biztosít az egyetemi hallgatók számára
- Orvosi képzés, hatéves képzés
- Ápolói képzés, négyéves képzés
- Radiológia, hároméves képzés
- Balneoterápia, hároméves képzés

A mesteri képzés további 13 programot foglal magában.

### Fogorvosi kar
A fogorvosi karon négy különböző szak működik:
- Fogászat
- Orális rehabilitáció
- Maxillofaciális sebészet
- Fogtechnika

### Gyógyszerészeti kar
A gyógyszerészeti kar szintén négy szakra oszlik:
- Tudományágak gyógyszerészeti irányzatai
- Biológia és természetes termékek
- Gyógyszerek működése és analízise
- Gyógyszergyártás

## Nemzetközi tagságok
Az egyetem több nemzetközi szervezetnek is tagja, ezek közül a legfontosabbak
- European University Association (EUA)
- Agence Universitaire de la Francophonie (AUF)
- Société Francophone d’ Éducation Médicale (AMEE)
- Organization for PhD Education in Biomedicine and Health Sciences in the European System (ORPHEUS)
- Heads of University Management & Administration Network in Europe (HUMANE)

## Egyetemi könyvtár
Az egyetemi könyvtár Valeriu Bologa nevét viseli, és összesen több, mint 300 000 könyvet és folyóiratot tartalmaz, ezek között több ritka könyvet az orvostudomány történetéről. A könyvtárnak közel 6000 beiratkozott felhasználója van, akik számára az olvasótermekben 300 hely biztosított. A könyvtár tagja az European Association for Health Information and Libraries (EAHIL) szervezetnek.

## Kutatás
A kutatási tevékenység fontos szerepet tölt be az egyetem közigazgatási rendszerében. Az egyetem minden részlegén folytatnak kutatásokat, melyek költségeit a támogatók és a kutatási szerződések által fedezik. Az oktatók kutatási tevékenységének támogatása érdekében külön kutatási osztályt hoztak létre az egyetem keretén belül.

## Publikációk
A Clujul Medical folyóirat évente jelenik meg, különböző kutatásokat és kutatási eredményeket, irodalmi összefoglalókat, útmutatásokat, könyvértékeléseket és különböző tudományos konferenciákkal és rendezvényekkel kapcsolatos felhívásokat tartalmaz. A folyóiratot 1920-ban alapították, és azóta kisebb megszakításokkal folyamatosan megjelent.
Az egyetem saját kiadója Iuliu Hațieganu nevet viseli, 1998-ban alapították, és azóta több, mint 400 tudományos könyvet és 8 folyóiratot adtak ki.

## Híres hallgatók és oktatók
- Victor Babeș (1854–1926) orvos, biológus, bakteriológus
- Gheorghe Bilașcu (1863–1926) fogorvos
- Emil Racoviță (1868–1947) biológus, zoológus
- Iacob Iacobovici (1879–1959) sebész
- Iuliu Moldovan (1882–1966) a közegészség és higiénia úttörője
- Iuliu Hațieganu (1885–1959) orvos, egyetemi tanár
- Victor Papilian (1888–1956) orvos, író, egyetemi tanár
- Lucian Valeriu Bologa (1892–1971) orvostudomány történész
- Ioan Goia (1892–1982) szemiológus
- Teodor Goina (1896–1985) gyógyszerész, egyetemi tanár
- Erwin Popper (1906–1974) a Kolozsvári Gyógyszerészeti Egyetem első dékánja
- Octavian Fodor (1913–1976) a romániai gasztroenterológia megalapítója

## Fordítás
- Ez a szócikk részben vagy egészben  az   Iuliu Hațieganu University of Medicine and Pharmacy című angol Wikipédia-szócikk ezen változatának fordításán alapul.  Az eredeti cikk szerkesztőit annak laptörténete sorolja fel. Ez a jelzés csupán a megfogalmazás eredetét és a szerzői jogokat jelzi, nem szolgál a cikkben szereplő információk forrásmegjelöléseként.
- Ez a szócikk részben vagy egészben  az   Universitatea de Medicină și Farmacie „Iuliu Hațieganu” című román Wikipédia-szócikk ezen változatának fordításán alapul.  Az eredeti cikk szerkesztőit annak laptörténete sorolja fel. Ez a jelzés csupán a megfogalmazás eredetét és a szerzői jogokat jelzi, nem szolgál a cikkben szereplő információk forrásmegjelöléseként.